# Castillo de Castellet (San Vicente de Castellet)
El Castillo de Castellet es una fortificación situada en San Vicente de Castellet. Junto a la torre se encuentra la ermita de la Virgen de Castellet. Justo debajo del cerro se encuentran las llamadas Montañas Rusas o Terreros Azules, un conjunto de pequeñas colinas especialmente singulares formados por márgenes de coloración azulada.

## Historia
Se empiezan a tener datos del año 1101 y en 1278 Humberto de Rocafort se enfrentó a Guillem de Castellet, atacando y destruyendo el Castillo de Castellet. Guillermo de Castellet murió en el asalto, y Humberto de Rocafort pasó a ser señor de Castellet, y posteriormente se construyó la torre cuadrada.

## Restauración y rehabilitación
En 1999 se observó un agravamiento muy importante en las grietas que ya se habían detectado en el cerro de Castellet. El proceso de erosión de la base se había acentuado tanto que podía hacer peligrar la estabilidad de las construcciones situadas encima.
El cerro, y las edificaciones que acoge eran propiedad del obispado de Vich que manifestó la necesidad de la actuación, así como la imposibilidad de asumir el coste económico, así que propuso la cesión de Castellet al municipio, a cambio de que el ayuntamiento asumiera la restauración de la colina con sus propios recursos.
El ayuntamiento decidió que la prioridad es la restauración de la colina y en 2000 se acordó en sesión plenaria destinar un 10% de los ingresos fruto de los permisos de obras en la restauración de Castellet. Una vez iniciadas las primeras obras se vio la necesidad de actuar sobre las edificaciones y todo el conjunto para poder hacer un espacio de ocio para el pueblo.

## Actuaciones sobre el cerro
Los problemas se centraban en la parte más alta de la montaña, justo en la base de la torre y de la ermita. Este cerro es una colina formada por una franja de rocas estratificadas depositadas sobre una base arcillosa y los efectos de la erosión afectaban especialmente algunas rocas en las que se abrieron unas grandes grietas mientras otras rocas acabaron cayendo de su asiento.
El proyecto de actuación planteaba dos intervenciones. En la parte de las rocas se proponía sanearlas y poner anclajes para religar-las e impedir que se abrieran más, y para frenar la erosión de la base, arenosa y muy erosionada, se planteó fijarla con un mallado y hormigón proyectado para que no se continuara descalzando. El coste de las obras se estimó en unos 112.000 euros. Desde el Plan Único de Obras y Servicios de la Generalitat llegaron las primeras aportaciones que se complementaron con las de la Diputación de Barcelona.

## Actuaciones sobre las edificaciones, la ermita y la torre
Las primeras actuaciones se iniciaron el mes de septiembre de 2001 en el cerro y paralelamente el ayuntamiento realizó estudios sobre el estado de las edificaciones, que detectaron graves anomalías en la ermita que la ponían en peligro por la aparición de importantes grietas en la bóveda interior. La patología se originó en un defecto en la base de una de las paredes de piedra laterales, la que se encuentra al lado derecho de la entrada de la ermita con fundamento en malas condiciones, y la presión sobre la vuelta provocó que la pared fuera bombeando progresivamente y que la ermita fuera abriendo por medio. La actuación se centró en la construcción de un contrafuerte de piedra para sustentar la pared, la instalación de una anilla interior para garantizar la sujeción de la pared y la vuelta y levantar el tejado para reforzar y hormigonar de nuevo la vuelta.

## Un espacio de ocio
En la colina se han hecho otras intervenciones para potenciar toda la zona como un espacio de ocio. Se construyen dos pequeñas escaleras con traviesas de madera para acceder a dos de las zonas exteriores de la ermita. Desde este lugar se puede contemplar una vista privilegiada del pueblo y de todo el Bages Sur.
El conjunto histórico y arquitectónico ahora restaurado se puede contemplar en la noche gracias a la iluminación ornamental que se ha instalado con 14 proyectores de luz, diez de los cuales iluminan la ermita por tres de los cuatro lados mientras los otros cuatro hacen lo mismo con la torre. Para la ejecución de esta obra ha contado con la ayuda de la Diputación de Barcelona.

## Convenio de cesión al municipio
Mientras se mantenían las negociaciones el consistorio fue buscando vías de financiación para las actuaciones. Las negociaciones con el Obispado se llevaron siempre con muy buen entendimiento y el 13 de marzo de 2003 se procedió a la firma del convenio de cesión de Castellet al municipio siendo los firmantes de este acuerdo el alcalde Joan Montsech, el obispo de Vich, Josep Maria Guix y el rector de la parroquia de San Vicente, Miquel Codina.